# Ahandara
L'Ahandara, (Urdu: آہن دارا; russo: Ананхарха; farsi: آهنگر‌ها), nota anche come Āhangarhā, è una valle disabitata dell'Afghanistan settentrionale, nella Provincia di Takhar, presso la città di Taloqan. La valle è solcata dal Fiume Khanabad. Esiste un villaggio omonimo, nel Badakhshan, situato sulla strada che collega Taloqan a Faizabad, che si trova a circa 24 km a ovest del Passo di Lataband.